# Chaeridiona
Chaeridiona es un género de escarabajos de la familia Chrysomelidae. En 1869 Baly describió el género. Contiene las siguientes especies:
- Chaeridiona angulata Staines, 1932
- Chaeridiona cupreovirida (Gressitt, 1950)
- Chaeridiona feae (Gestro, 1890)
- Chaeridiona metallica (Baly, 1869)
- Chaeridiona picea (Baly, 1869)
- Chaeridiona pseudometallica (Basu, 1999)
- Chaeridiona semiviridis (Pic, 1935)
- Chaeridiona thailandica Kimoto, 1998
- Chaeridiona tuberculata (Uhmann, 1961)